# Minerva
För andra betydelser, se Minerva (olika betydelser).

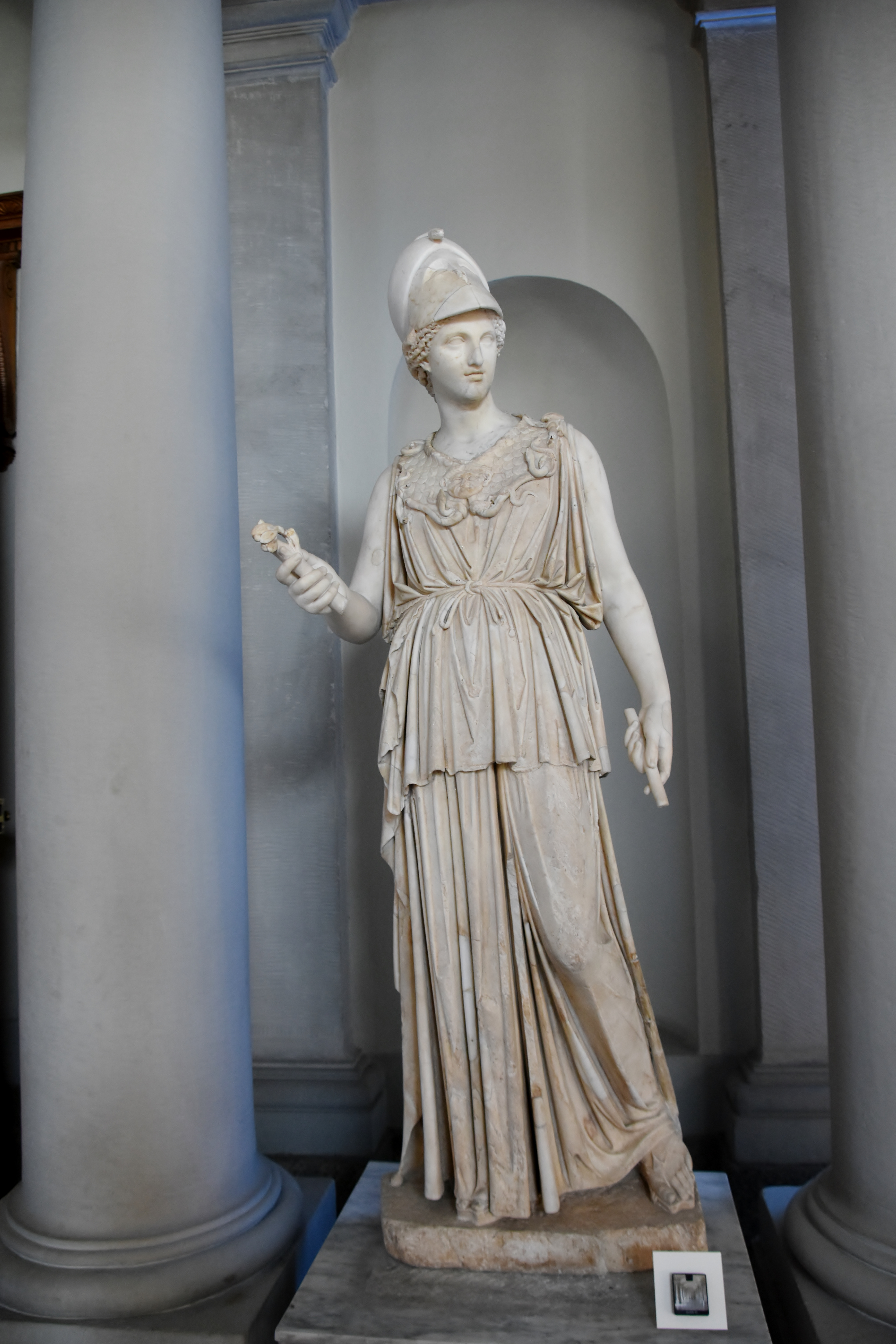
Minerva på Gustav III:s antikmuseum.

Minerva var visdomens och den strategiska krigskonstens gudinna i romersk mytologi. Hon tillhörde den Kapitolinska Triaden tillsammans med Jupiter och Juno och tillbads i det berömda templet på Capitolium i Rom såsom stadens och statens skyddsgudinna. 
Hennes föregångare var den etruskiska gudinnan Menrva, men slutet av republikens tid likställdes hon med grekernas Athena och övertog därmed dennas myter, attribut och utseende. Därmed associerades hon liksom Athena med ormen, olivträdet och ugglan Glaucus, som symboliserar vishet och bildning. I Rom kom hon dock aldrig i praktiken att dyrkas som krigsgudinna, till skillnad från Athena hos grekerna. 
Romarna dyrkade främst Minerva i hennes egenskap av beskyddare för konst och hantverk. Hon var närmast beskyddarinna för all slags hantverk och konstskicklighet. Hon kallades till exempel Minerva Medica som läkekonstens skyddsgudinna, och hennes tempel på Aventinen var samlingslokal för officiellt erkända yrkesföreningar och korporationer. 
Minervas viktigaste högtid Quinquatrus firades 19-23 mars under stor anslutning särskilt av yrkesutövare. Skolorna hade under dessa dagar ferier, och lärarna erhöll ofta en extra gåva.